# Bartlett (Nebraska)
Bartlett je selo u američkoj saveznoj državi Nebraska. Prema popisu stanovništva iz 2010. u njemu je živjelo 117 stanovnika.